# Karl Friedrich von Holtzendorff
Karl Friedrich Holtzendorff, à partir de 1767 von Holtzendorff (né le 17 août 1764 à Berlin et mort le 29 septembre 1828 dans la même ville), est un lieutenant général prussien.

## Biographie

### Origine
Karl Friedrich est le fils de Georg Ernst von Holtzendorff (de), élevé dans la noblesse héréditaire prussienne en 1767, et de son épouse Dorothea, née Röber (1727-1779).

### Carrière militaire
Après son éducation au domicile de ses parents, entre autres avec August Friedrich Wilhelm Crome, Holtzendorff rejoint le corps d'artillerie de campagne de l'armée prussienne le 11 mars 1778. Sa première bataille a lieu à Trautenau lors de la guerre de Succession de Bavière. En 1781, il devient sous-lieutenant au 1er régiment d'artillerie à pied et transféré à l'artillerie à cheval en 1787. En 1790, le roi Frédéric-Guillaume II lui décerna une prébende du chapitre cathédral de Cammin.
Lors de la seconde partition de la Pologne, Holtzendorff est envoyé en Pologne après 1794 et reçoit l'Ordre Pour le Mérite après la bataille de Wawriczow le 26 août 1794. En 1797, il est promu premier lieutenant et en 1798 capitaine d'état-major. En 1805, il est transféré à Hildesheim. Lors de la guerre de la Quatrième Coalition, il est blessé près de Halle-sur-Saale et, après s'être rétabli, il arrive à Dantzig avec 180 artilleurs. Là, il devient commandant du Hagelsberg (de), est promu major et participe à la défense de Dantzig.
En 1809, il est nommé commandant de l'artillerie de la garde à cheval et en octobre brigadier de toute l'artillerie à cheval. En 1813, il est transféré de Breslau à Colberg et devint commandant de l'artillerie du corps du général von Bülow. Lors de la bataille de Möckern, il est récompensé de la croix de Fer de 2e classe. Après l'armistice, Holtzendorff est promu lieutenant-colonel et reçoit la croix de fer de 1re classe pour son travail lors de la bataille de Gross Beeren. Lors de la bataille de Dennewitz qui suit, il dirige parfaitement l'artillerie et est promu major général.
Il est blessé lors de la bataille de Ligny peu avant Waterloo et reçoit les feuilles de chêne pour Pour le Mérite le 2 octobre 1815. À partir de 1816, il commande toute l'artillerie de France et reçoit l'ordre de l'Aigle rouge de 2e classe. Après l'accord de paix, Holtzendorff devient chef de brigade de l'artillerie de la Garde ainsi que des 2e et 3e brigades d'artillerie de campagne. En 1818, il est promu lieutenant général. En 1820, il devient chef de la 2e division d'infanterie à Dantzig. En 1825, il reçoit l'ordre de l'Aigle rouge de 1re classe avec feuilles de chêne et devient inspecteur général de l'instruction et de la formation militaires de l'armée.

### Famille
Holtzendorff est marié avec Charlotte Leopoldine Wilhelmine, née von Boyen (1769-1848), depuis le 11 octobre 1791. Le mariage donne naissance à sept enfants :
- Eustasie (1792-1853) mariée avec Leopold von Puttkamer (de) (1797-1868), général d'infanterie prussien
- Juliane Friederike Aurora Edilie (née en 1794)
- Karl Wilhelm Ernst (né en 1795)
- Friedrich Julius (né et mort en 1797)
- Agnès (1798-1835) mariée avec Karl von Pritzelwitz (de), maréchal du prince Frédéric de Prusse
- Johannette (1801-1874) mariée avec Ferdinand von Carlowitz (1788-1832), major prussien
- Hermine (1805-1854) mariée avec Leopold von Puttkamer (1797-1868), général d'infanterie prussien